# Filip (syn Machatasa)

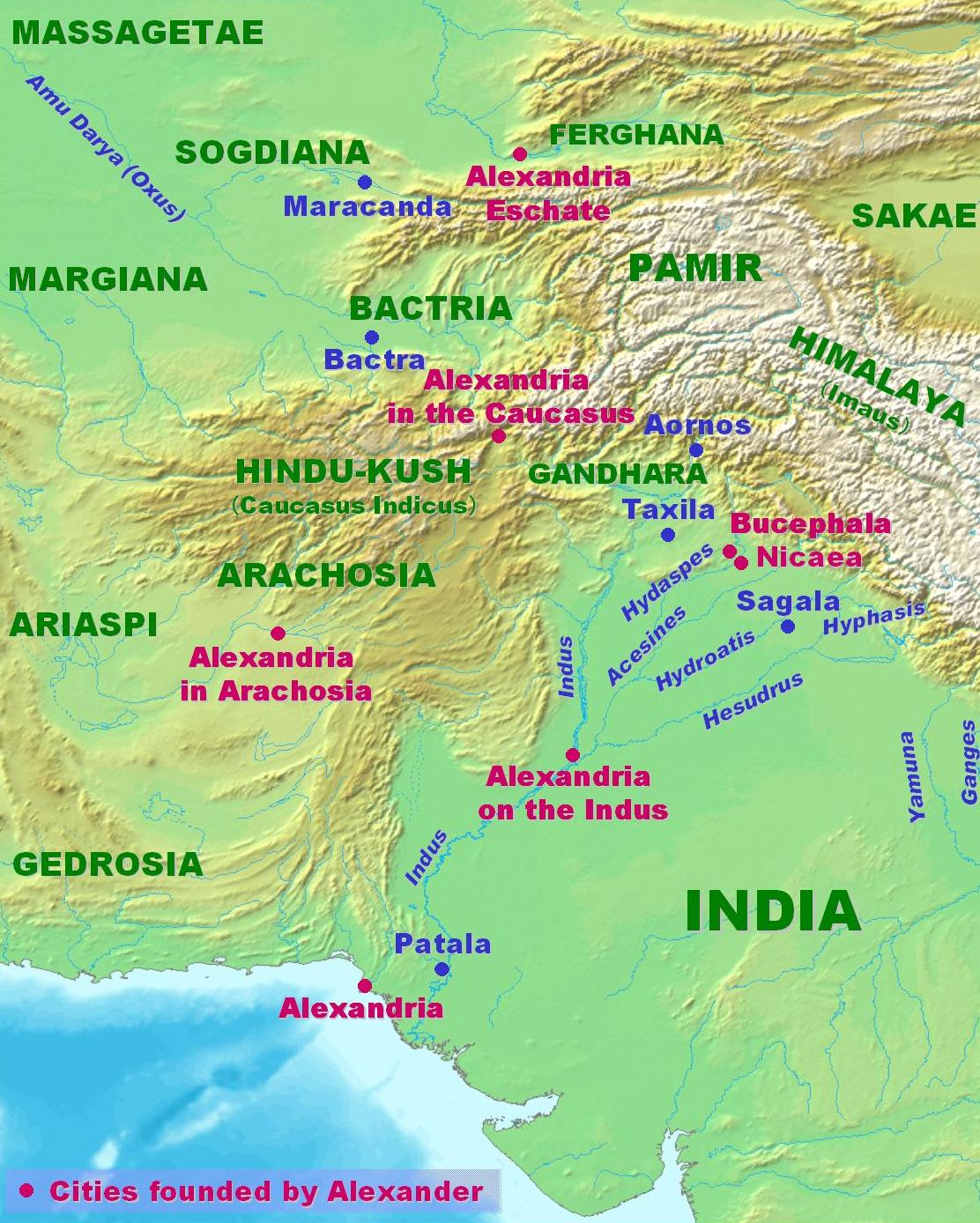
Filip rządził północnymi ziemiami Indii (dolny bieg rzek Indus i Akesines).

Filip (gr.: Φιλιππoς, Philippos) (zm. 325 p.n.e.) – książę Elimei, satrapa ziemi indyjskiej od 327 p.n.e. do swej śmierci. Syn Machatasa z Elimei, brat Harpalosa, skarbnika króla macedońskiego Aleksandra III Wielkiego, ojciec Antygona Jednookiego, wodza macedońskiego, króla Azji i założyciela dynastii Antygonidów oraz Demetriusza.
Po raz pierwszy pojawił się w kampanii przeciw Aspazjom r. 327 p.n.e., prowadząc batalion lekkiej piechoty pod rozkazem Ptolemeusza, syna Lagosa. Otrzymał niedawno utworzoną satrapię Indii wokół miasta Taksila. Gdy zmarł Nikanor, jego prowincja została rozszerzona o Gandharę, w której przywracał porządek z pomocą Tyriespisa, satrapy Parapamisadów. Gdy macedońskie podboje nadal trwały, otrzymał dodatkowe terytorium między rzekami Akesines i Indus na południe aż do ich połączenia się, regiony, które miał sam podbić. Kiedy Alexander ruszył się na południe ku Sogdianie i królestwu Musikanosa (ze stolicą w Alor), Filip pozostał w powiększonej satrapii wraz z wszystkimi Trakami (przypuszczalnie pod rozkazami Eudemosa) i częścią piechoty, wystarczającą do obrony kraju. Aleksander Macedoński rozkazał założyć miasto Aleksandria przy złączeniu się obu rzek oraz zbudować schronisko dla statków. W r. 325 p.n.e. Filip został zdradzony i zamordowany przez żołnierzy najemnych. Straż macedońska satrapy jednych morderców zabiła od razu, a innych po ich schwytaniu. Aleksander, gdy miał zamiar maszerować z Gedrozji do Karmanii, dowiedział się o śmierci Filipa. Postanowił wysłał list do Eudemosa i Taksilesa, by zaopiekowali się osieroconą satrapią. Później król wyznaczył tego pierwszego, wodza Traków, na nowego satrapę (różne wersje imienia: Eudemos według Arriana, Eudamos według Diodora Sycylijskiego lub Eudaimon według Kwintusa Kurcjusza Rufusa).